# Maria Menounos

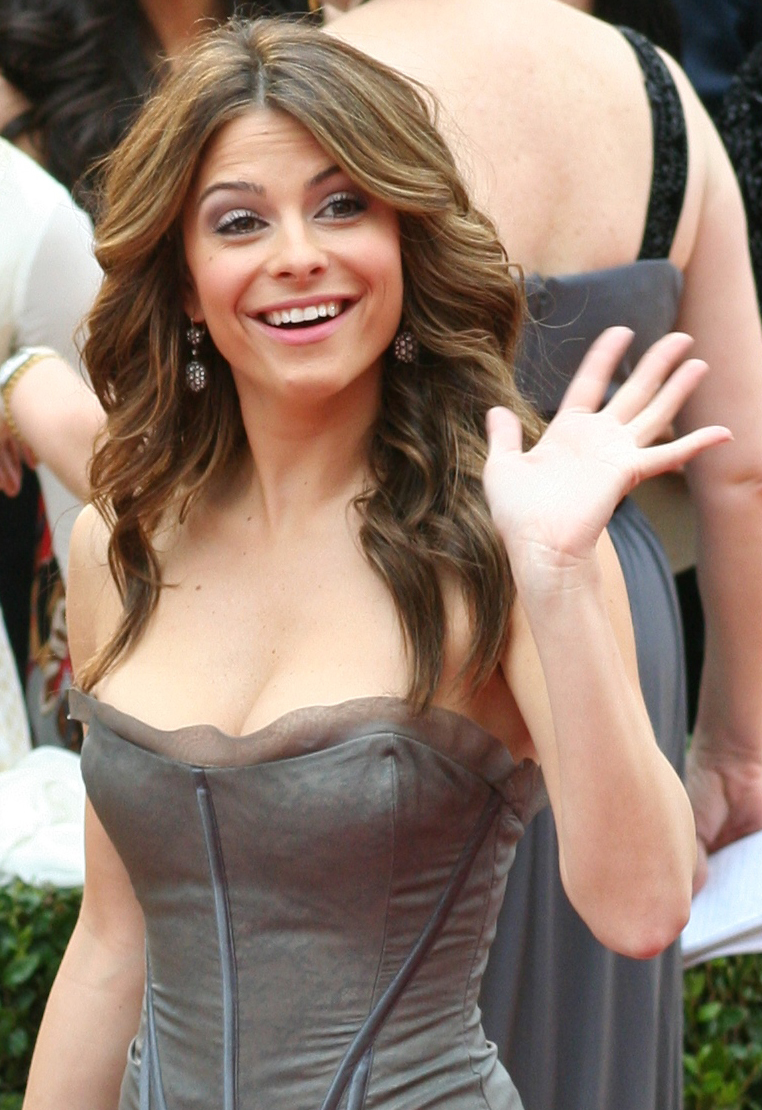
Maria Menounos

Maria Menounos, född 8 juni 1978 i Medford, Massachusetts, är en amerikansk skådespelare och TV-presentatör av grekiskt ursprung. Menounos har varit korrespondent för The Today Show och Access Hollywood. Hon var även var värd för Eurovision Song Contest 2006 i Aten.
Hon spelade Jules i TV-serien One Tree Hill.